# Angela Ardinghelli
Maria Angela Ardinghelli,, née et morte à Naples (1728-1825), est une physicienne et traductrice italienne.

## Biographie
Sa famille, « une des plus anciennes et des plus illustres de la Toscane », est d'origine florentine. Son père a toutefois été réduit à une situation très modeste pour avoir épousé sa mère sans l'autorisation de la famille.
Elle perd très jeune son seul frère et devient fille unique. Éduquée par ses parents « avec un soin aimant », elle apprend la rhétorique (avec Gennaro Rossi,), le latin, la philosophie, la géométrie ; elle a comme maîtres le physicien Giovanni Maria Della Torre, spécialiste du Vésuve, et le mathématicien Vito Caravelli. Elle étudie le français et l'anglais. À 14 ans elle écrit en latin des vers et de la prose,.
Elle fait partie du cercle de Ferdinando Vincenzo Spinelli, prince de Tarsia. On connaît le nom de son mari : un juge du nom de Crispo ; le mariage date d'après 1765–66.

## Contributions

### Traductions
Maria Angela Ardinghelli est surtout connue pour avoir traduit en italien deux travaux de physiologie de Stephen Hales : Statique des animaux et Statique des végétaux.
Pour la Statique des animaux (ou Hémastatique), elle dispose du texte anglais et de la traduction française de Sauvages de la Croix. Ce dernier a fait un travail important, mais déparé par quelques passages incompréhensibles et par l'équivalence supposée — qui invalide de nombreux calculs — des mesures françaises et anglaises. Ardinghelli explique uniment la situation à son lecteur et, maintenant les notes de Sauvages, corrige la traduction ou bien ajoute ses propres notes, clairement distinguées de celles du traducteur français. Cette traduction paraît en deux volumes en 1750-52.
Pour la Statique des végétaux, Ardinghelli dispose du texte original et de la traduction de Buffon, mais de nouveau, sa contribution dépasse nettement le travail du traducteur et elle l'explique avec une simplicité et une franchise convaincantes. La traduction paraît en 1756.
Cela lui vaut le respect : elle place l'intérêt de la connaissance au-dessus des personnalités ; sa crédibilité est établie.

### Rôle dans la société des savants
En 1753, l'abbé Nollet, célèbre pour sa controverse avec Benjamin Franklin, publie des Lettres sur l'électricité ; la première a comme destinataire Ardinghelli. L'abbé Nollet l'a rencontrée à Naples, a nettement été impressionné et lui assure ainsi la notoriété. Il continuera d'ailleurs, en plus d'entretenir une correspondance avec elle, d'en faire le trait d'union entre l'Académie française des sciences et la communauté scientifique de Naples, traduisant entre autres les communications d'Ardinghelli à l'Académie. Maria-Angela Ardinghelli a également rencontré, en 1757 à Naples, l'académicienne Marie-Anne du Boccage.
Mais cette activité, soutenue et passablement intense, ne s'accompagne pas d'un désir de la Napolitaine d'occuper le devant de la scène. Tout au contraire. Dans sa traduction italienne — qu'elle ne signe pas — des Lettres de l'abbé Nollet (1755), Ardinghelli omet la note pleine de louanges qui la mentionne. Paola Bertucci soutient la thèse suivant laquelle Ardinghelli aurait construit elle-même un système qui ne la rendait « visible » que de ceux avec qui elle était intéressée à avoir des rapports, sans considération pour sa propre notoriété ; Maria Angela Ardinghelli aurait été une femme savante qui contournait l'image des « femmes savantes » et les préjugés qui leur étaient associés.
Cette opinion est donc loin de celle de son contemporain, Lalande, qui, en 1790, tout en la mettant « à la tête des femmes illustres qui sont en Italie la gloire de son sexe », attribue à la modestie et aux soins qu'elle donne à sa mère le manque de lustre de son nom.

## Œuvres

### Science
- Emastatica, o sia Statica degli animali : esperienze idrauliche fatte sugli animali viventi dal signor Hales… tradotta dall'inglese nel franzese, e commentata dal signor De Sauvages… e dal francese nuovamente trasportata nell'italiano idioma, Naples, Giuseppe Raimondi, 1750-52 — En ligne : vol. 1 ; vol. 2 Google livres
- Statica de' vegetabili ed analisi dell'aria. Opera del signor Hales… Tradotta dall'inglese con varie annotazioni, Naples, Giuseppe Raimondi, 1756 (Google livres)

### Littérature
On reconnaît à Angela Ardinghelli un style clair et direct dans ses travaux scientifiques. Mais la littérature pour elle-même, particulièrement la poésie, ne lui est pas étrangère : elle marque par un poème le mariage du roi de Naples avec Marie-Caroline d'Autriche ; elle célèbre par un poème l'ouverture d'une bibliothèque.

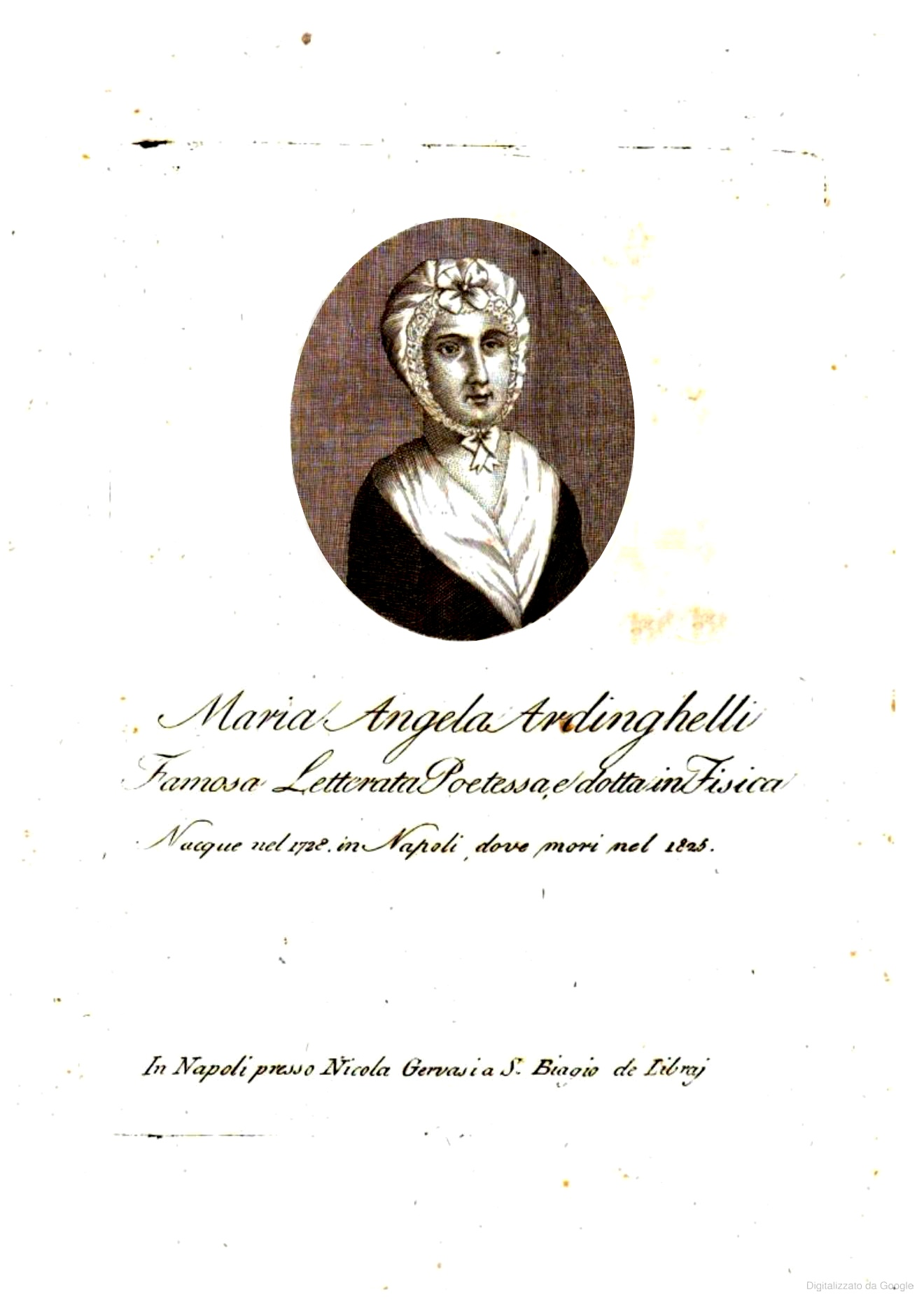
Biografia degli uomini illustri del Regno di Napoli (Domenico Martuscelli)
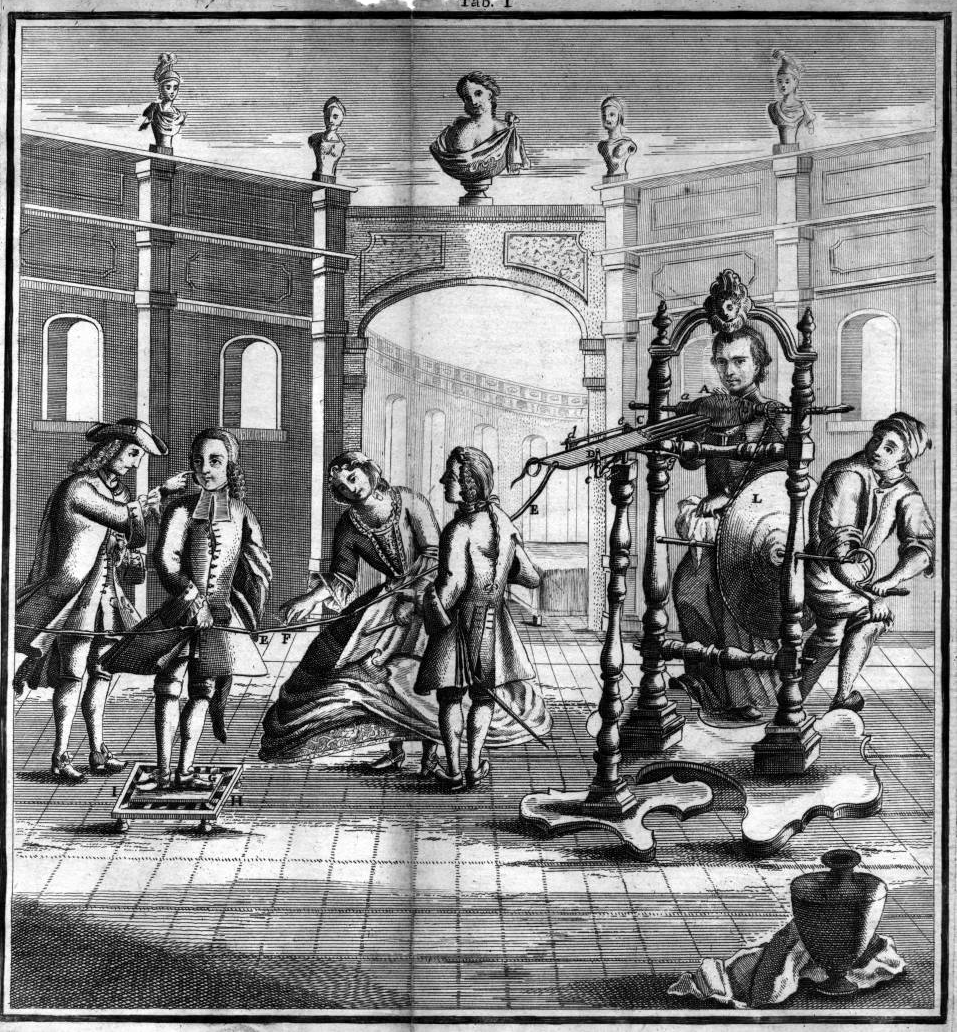
The experimenters of Palazzo Tarsia (Petrus Joannes Windler)